# Цемес
Цеме́с — узкая и неглубокая река в городе Новороссийске. Длина — 14 км, площадь бассейна — 82,6 км². Средний расход воды — 0,51 м³/с.
Речка берёт начало на северо-восточном склоне горы Гудзева (высота 425,6 м). Русло реки проходит по Цемесской роще и по центру города в его индустриальной части.
Цемесская бухта, в которую река впадает, названа по имени реки.

## Этимология названия
Исследователь кавказской ономастики Джамалдин Нахович Коков приводит две версии происхождения названия реки:
- По рассказам шапсугских стариков, название местности возникло в период массового переселения черкесов в Турцию, когда они скапливались в окрестностях бухты, носившей ранее название Сунджукская, и вынуждены были находиться в антисанитарных условиях. Название произошло от черкесского слова «цӏэмэз» и означает «насекомых (вшей) лес», где «лес» следует понимать не буквально, а как указание неопределённо большого количества.
- По другой версии, название реки Цӏэмэз использовалось адыгами и раньше, и означает «невзрачный лес»[4].

Краевед Виктор Николаевич Ковешников также указывает на существование нескольких вариантов значения названия на основе буквального перевода адыгского «цӏэмэз» (насекомое и лес): «невзрачный лес», «гнилой лес», «войсковой лес», «вшивый лес». Сам он переводит слово «цӏэмэз» с натухайского диалекта как «лес с большим количеством насекомых» или «насекомых лес» (то есть, «масса насекомых в лесу»).